# Calopia
Calopia is een geslacht van weekdieren uit de klasse van de Gastropoda (slakken).

## Soorten
- Calopia imitata Ponder, 1999
- Calopia laseroni Ponder, 1999
- Calopia minutissima Ponder, 1999

Niet geaccepteerde soort:
- Calopia burni, synoniem van Calopia imitata